# 峰香公寿塔
峰香公寿塔位于北京市丰台区王佐乡瓦窑村西南，为明代建筑，七级八角砖砌密檐塔，雕刻精美，结构完好。1984年被公布为区级文物保护单位。因僧塔众多，当地旧称“乱塔寺”，但多毁于抗日战争时期，仅存一座密檐式塔。